# Ghiacciaio Lange
Il ghiacciaio Lange è un ghiacciaio situato sull'Isola di re Giorgio, nelle Isole Shetland Meridionali, a nord del termine della Penisola Antartica. Il ghiacciaio si trova in particolare nella parte occidentale della costa meridionale dell'isola, dove fluisce verso ovest, lungo il versante orientale del duomo Arctowski, scorrendo tra il picco Klekowski, a sud, e il picco Komandor, a nord, fino a entrare nella baia dell'Ammiragliato, tra punta Furmanczyk, a nord, e punta Polish Nanu, a sud.

## Storia
Il ghiacciaio Lange è stato mappato durante la spedizione francese in Antartide svoltasi dal 1908 al 1910 al comando di Jean-Baptiste Charcot, ed è stato così battezzato nel 1960 dal comitato britannico per i toponimi antartici in onore del norvegese Alexander Lange, comandante della baleniera Admiralen, che navigò nelle Isole Shetland Meridionali nel 1905-06.